# Hexathelidae
Hexathelidae  (лат.) — семейство мигаломорфных пауков (Mygalomorphae). Насчитывают 105 видов, объединяемых в 12 родов. Живут в норках и древесных дуплах, строя паутинные сети, напоминающие воронки. Укус некоторых представителей (например, австралийских Atrax robustus) опасен для здоровья человека и может приводить к летальному исходу.

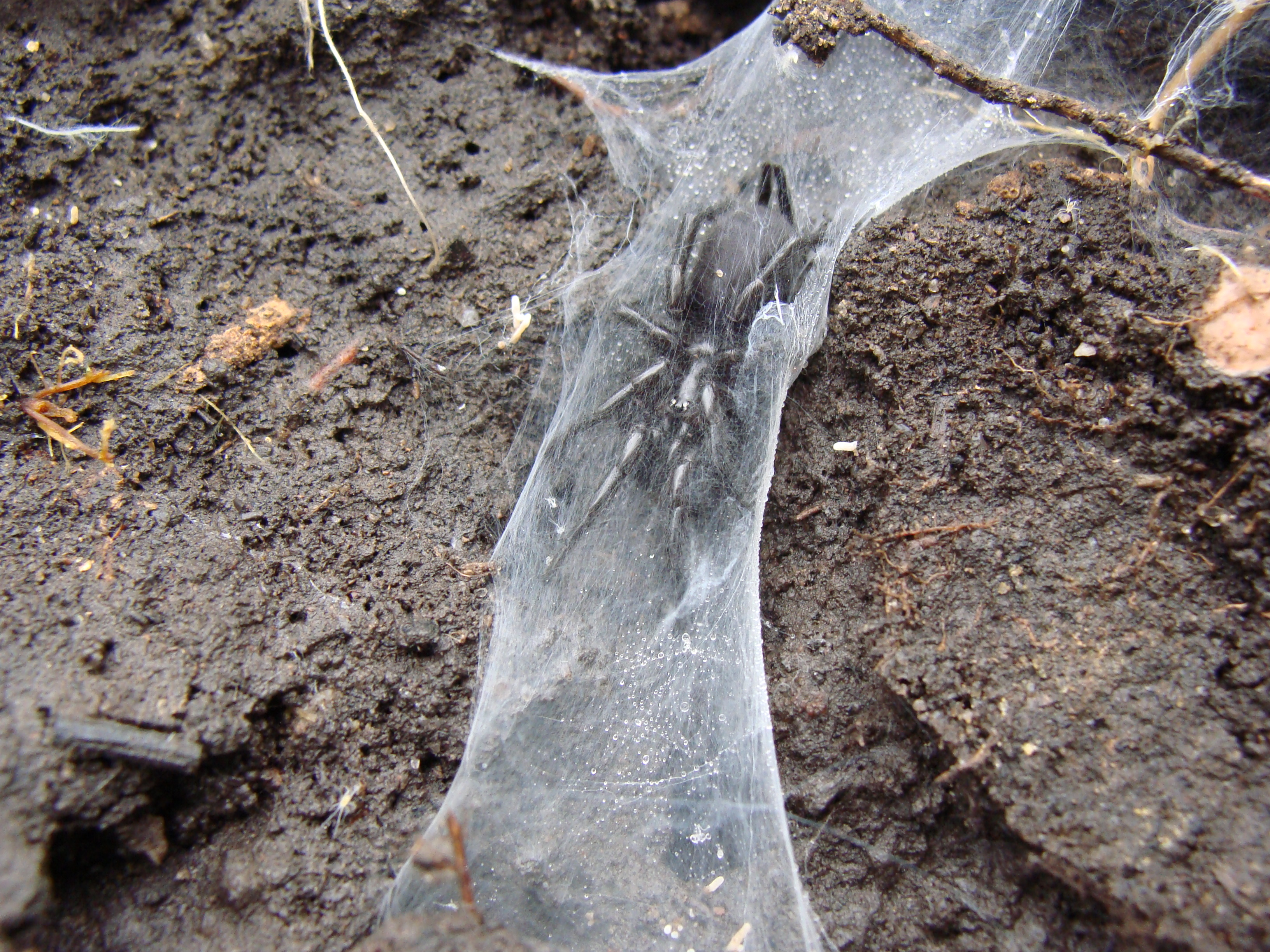
Macrothele calpeiana в своей ловчей сети.

## Описание
Представители семейства среднего и крупного размера, от 1 до 5 см. В длину тело, как правило, втрое больше ширины. Имеют тёмный окрас — от коричневого до чёрного, с блестящей головогрудью. Глаза близко посаженные. Паутинные бородавки длинные, как и у представителей семейства Dipluridae, из-за чего, наряду с другими схожими характеристиками, до 1980 года считались подсемейством этого семейства.

## Распространение и биология
Большинство видов семейства Hexathelinae обитают в Австралии, Новой Зеландии и Азии. Один вид обитает в Средиземноморье, два — в Южной Америке, два — в Центральной Африке.
Как правило, живут в норах, которые строят в земле или в дуплах деревьев. Паутину строят в форме воронки и подстерегают добычу в нижнем конце воронки. Часто строят гнёзда под человеческими жилищами или под близлежащими камнями, брёвнами и другими объектами. Активны в ночное время. Одни виды обитают в тропических лесах — как в почве, так и в дуплах на деревьях, другие — в песке. Проживают как на побережьях, так и высоко в горах.

## Таксономия
В семействе выделяют 12 современных и один ископаемый род:
- Atrax O. P.-Cambridge, 1877 — 3 вида, юго-восток Австралии;
- Bymainiella Raven, 1978 — 4 видов, восток Австралии;
- Hadronyche L. Koch, 1873 — 31 вид, юг и восток Австралии, Тасмания;
- Hexathele Ausserer, 1871 — 20 видов, Новая Зеландия;
- Illawarra Gray, 2010 — 1 вид, юго-восток Австралии;
- Macrothele Ausserer, 1871 — 26 видов, Южная Европа, Северная и Центральная Африка, Китай, Япония, Юго-Восточная Азия;
- Mediothele Raven et Platnick, 1978 — 1 вид, Чили;
- Paraembolides Raven, 1980 — 8 видов, восток Австралии;
- Plesiothele Raven, 1978 — 1 вид, Тасмания;
- Porrhothele Simon, 1892 — 5 видов, Новая Зеландия;
- Scotinoecus Simon, 1892 — 2 вида, Чили, Аргентина;
- Teranodes Raven, 1985 — 2 вида, Тасмания и юго-восток Австралии;
- † Rosamygale Selden et Gall, 1992 — один ископаемый вид, известный из отложений триасового периода на территории Франции.

## Галерея

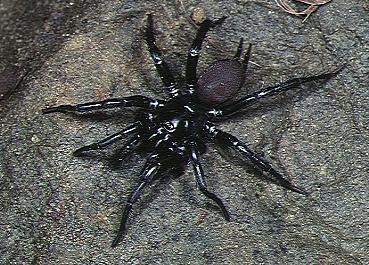
Самец Macrothele yaginumai
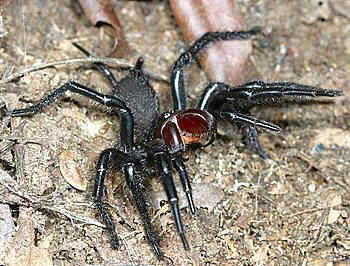
Самка Macrothele gigas
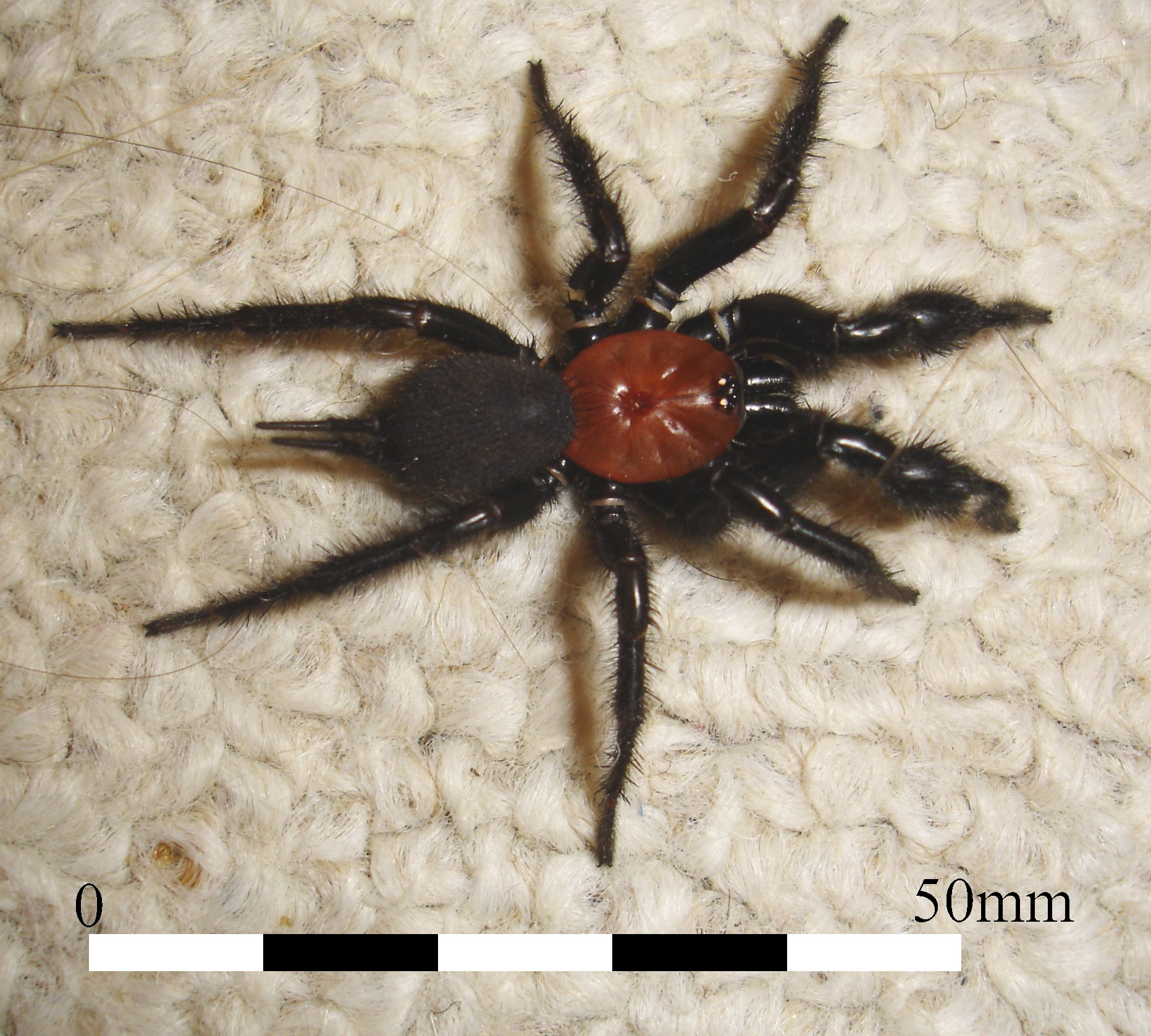
Самец Porrhothele antipodiana
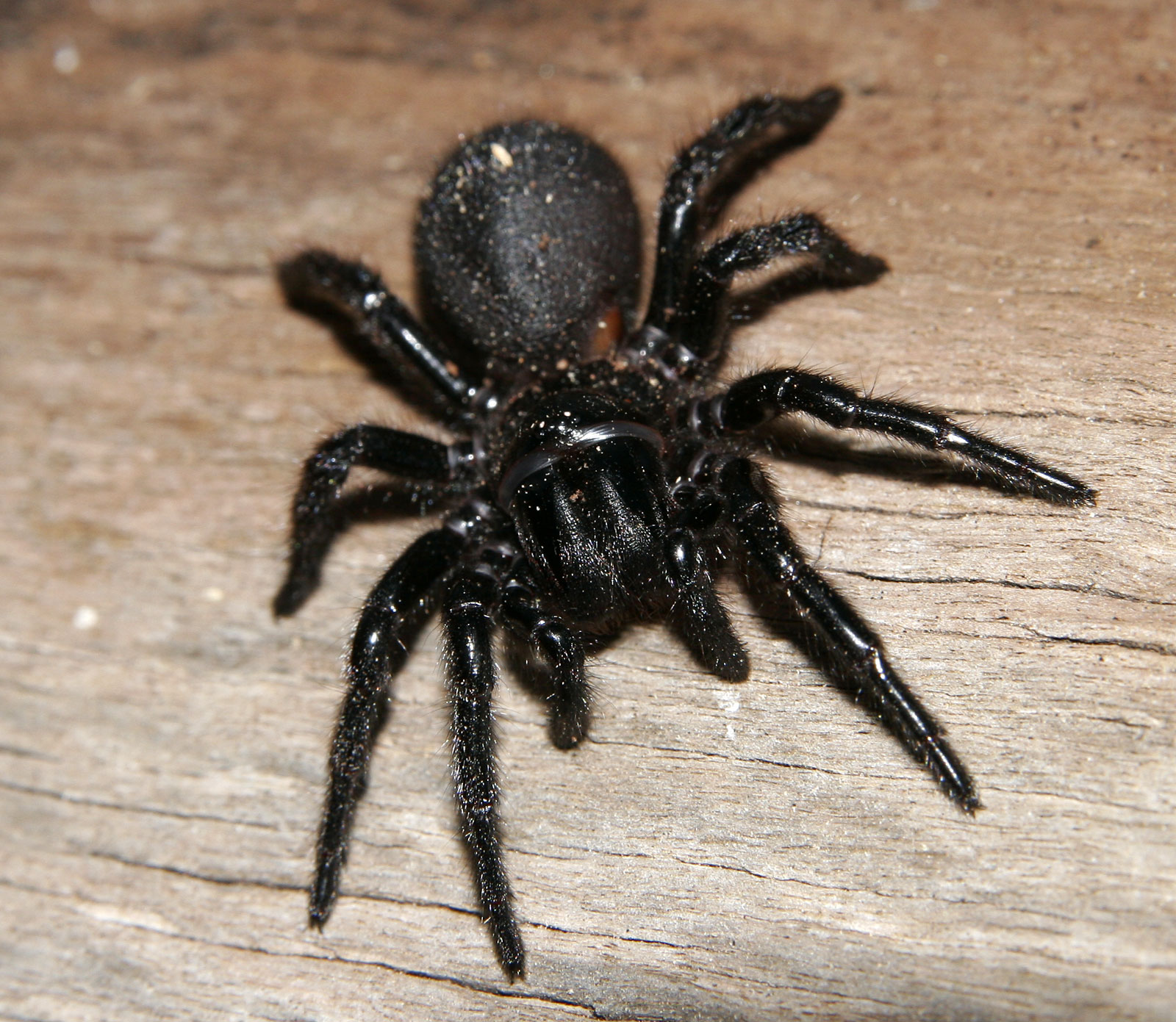
Hadronyche modesta